# Opoczno
Opoczno (AFI: [ɔˈpɔt͡ʂnɔ]) es una ciudad situada en la región central-sur de Polonia, en la parte oriental del Voivodato de Łódź (desde 1999), anteriormente pertenecía al Voivodato de Piotrków (1975-1998).Tiene una historia extensa y compleja, antiguamente solía ser uno de los centros urbanos más importantes del nor-occidente de la Polonia Menor. Actualmente, en Opoczno se ubica uno de los cruces viales y ferroviarios más importantes de la región central de ese país haciendo de esta ciudad un lugar de tránsito obligado al interior de Polonia. Opoczno es una ciudad reconocida en toda Polonia por su cultura y folclore local, destaca su arquitectura del periodo del Reino de Polonia y la devoción de sus pobladores a Santa Cecilia designada como patrona de la ciudad.